# Église évangélique éthiopienne Mekane Yesus
L'Église évangélique éthiopienne Mekane Yesus (Ye Ethiopia Wongelawit Bete Kristian Mekane Yesus) est une Église protestante d'Éthiopie de tradition luthérienne.
L'Église Mekane Yesus est membre de la Fédération luthérienne mondiale et de l'Alliance réformée mondiale.